# Újszentmargita
Újszentmargita ist eine ungarische Gemeinde im Kreis Balmazújváros im Komitat Hajdú-Bihar.

## Geografie
Durch die Gemeinde verläuft der Nyugati-főcsatorna. Újszentmargita grenzt an das Komitat Borsod-Abaúj-Zemplén und an folgende Gemeinden:
| Tiszakeszi (BZ) | Folyás                                      |                 |
| Ároktő (BZ)     | Kompassrose, die auf Nachbargemeinden zeigt | Hajdúböszörmény |
| Tiszacsege      |                                             | Balmazújváros   |

## Geschichte
Újszentmargita ist erst seit 1947 eine eigenständige Gemeinde. Vorher gehörte die Siedlung unter dem Namen Szentmargitapuszta zu der damaligen Großgemeinde Polgár im Bezirk Dadai alsó im Komitat Szabolcs.

## Sehenswürdigkeiten
- Millenniums-Denkmal
- Römisch-katholische Kirche Árpád-házi Szent Margit, erbaut 1895

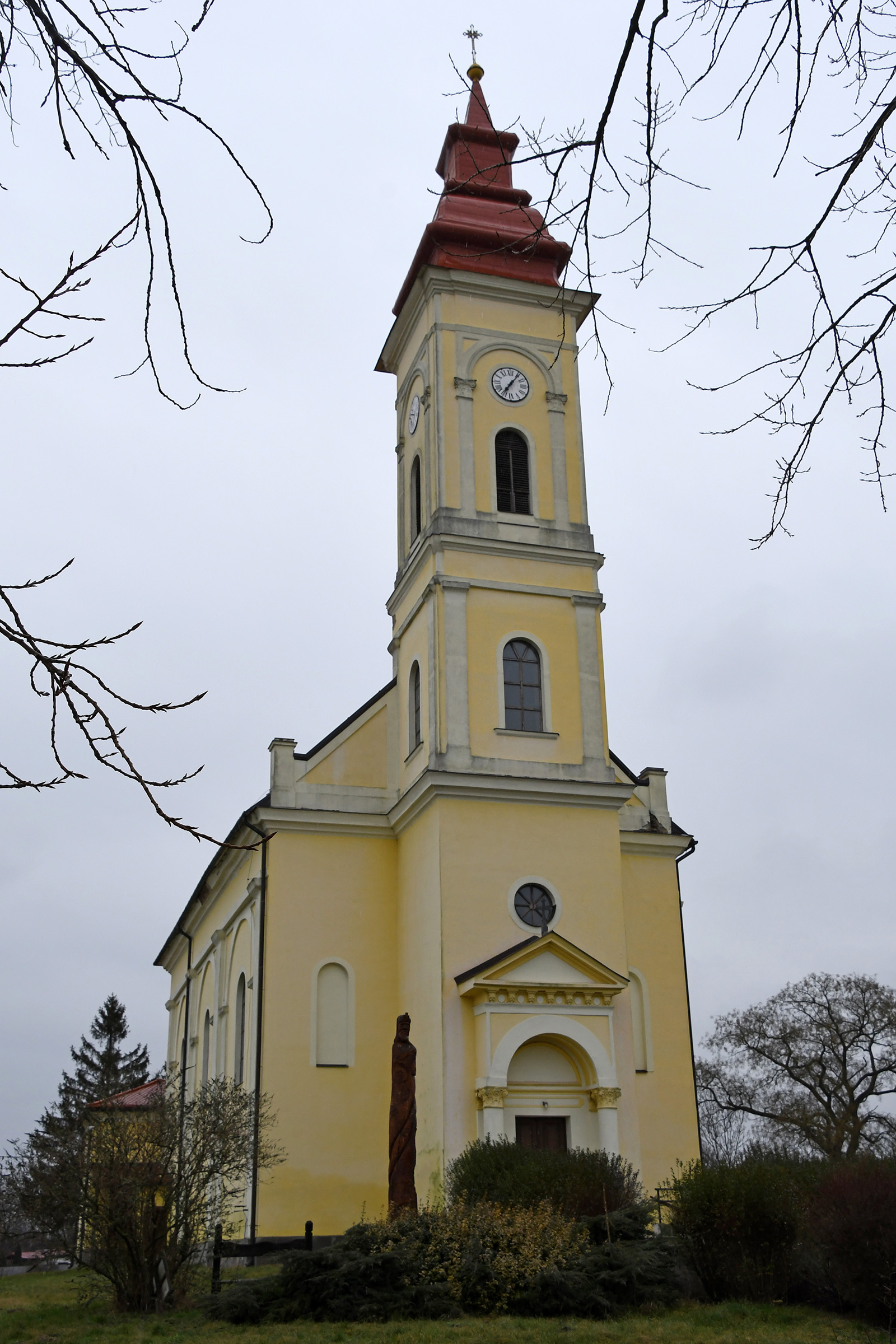
Röm.-kath. Kirche Árpád-házi Szent Margit

## Verkehr
Durch Újszentmargita verläuft die Landstraße Nr. 3315. Die Gemeinde ist an die Bahnstrecke Ohat-Pusztakócs–Nyíregyháza (MÁV: 117) angebunden. Weiterhin bestehen Busverbindungen über Folyás nach Polgár sowie über Tiszacsege nach Egyek.